# Anna Livia Plurabelle
Anna Livia Plurabelle è il capitolo VIII del “Finnegans Wake” di James Joyce, di cui nel 1995 è uscita un'edizione curata da Rosa Maria Bollettieri Bosinelli pubblicata da Giulio Einaudi, all'interno della collana Scrittori tradotti da scrittori. Nel volume sono contenute la redazione inglese di “Anna Livia Plurabelle” pubblicata nel 1928, la versione francese di Beckett e altri del 1931, e quella italiana dello stesso Joyce (insieme a Nino Frank) del 1940. Il testo contiene inoltre tre appendici che presentano la traduzione italiana di Luigi Schenoni dal testo inglese integrale del 1939, la versione in “Basic English” di Charles Ogden (1932), e la prima versione francese di Beckett e Péron (1930), che Joyce rifiutò.

## Storia editoriale
La prima edizione è stata pubblicata con Giulio Einaudi nel 1995 e contiene un'introduzione di Umberto Eco intitolata "Ostrigotta, ora capesco". Nel 2009 la casa editrice Ledizioni ripubblica l’edizione Einaudi del 1995, non riportando però la prefazione di Eco a causa della mancanza dei diritti di ristampa necessari.

## La prefazione di Umberto Eco: "Ostrigotta, ora capesco"
"Ostrigotta, ora capesco (che nel testo originale non c’è). Abbiamo una esclamazione di disappunto e stupore, ostregheta (veneto), un richiamo a lingue incomprensibili, ostrogoto (silloge dell'intero Finnegans Wake), ostia (bestemmia, italianissima) e Gott (Dio). Bestemmia pronunciata di fronte a una lingua incomprensibile. Per cui ci sarebbe da concluderne non capisco. Ma ostrigotta suggerisce anche I got it («ho capito, ce l'ho fatta»), e ItJoyce scrive ora capesco che fonde «capire» e «uscire», «uscirne», forse d'imbarazzo, o dal meandertale. Se non sono totalmente sordo al testo originale, questa è una soluzione del tutto autonoma. Segno che, se la teoria della traduzione avesse un senso, dopo Finnegans Wake essa non lo avrebbe più. La verità è che a Joyce, di tutti i nostri problemi traduttori, non importava nulla. A lui importava inventare una espressione come Ostrigotta, ora capesco. Tale che, in italiano, senza tradurre letteralmente alcuna frase del Finnegans Wake, ne risultasse la silloge. E la nostra dannazione anche senza il fiume Cocito. Il resto sono fatti nostri. Guai a prendere FrJoyce e ItJoyce come manuali o modelli per una teoria della traduzione. Ma guai a far finta che quei modelli non esistano".
La prefazione rappresenta forse l’unico tentativo di Eco nel fornire un contributo di valenza traduttiva su di un brano specifico del Finnegans Wake, giungendo a darne un’interpretazione abbastanza ardita. Eco introduce il discorso trattando della “traduzione”, soffermandosi su due contributi specifici che specifica riferiti a Frank, in italiano, e a quello in francese di Beckett in associazione con altri, attribuendo alle stesse, per distinguerle, un appellativo di comodo: ItJoyce e FrJoyce. Per prima cosa, ne mette in discussione il costrutto, o quanto meno ne esprime la singolarità, asserendo che se ci si dovesse attenere all’esperienza relativa ogni teoria sulla traduzione andrebbe in crisi. Fa questa premessa per sottolinearne soprattutto gli aspetti particolari di paradosso che esse presentano dal momento che entrambe non si stancano di ripetere di non poter essere qualificate come traduzioni. Il motivo principale di detta affermazione sta nel chiarire che il relativo testo non sia scritto in inglese, bensì in una lingua inventata, il “Finneganese”. Essa è stata recepita dal Dizionario delle lingue immaginarie di Paolo Albani e Berlinghiero Buonarroti, specificando trattarsi di un “libro non scritto in inglese ma in un idioma inventato, il Finneganese, che è la somma (o meglio la caotica miscela) di tutte o quasi le lingue conosciute, compresesi gli ideogrammi”, in base alla definizione di Giorgio Melchiori. Seguono alcuni esempi di altre lingue inventate e l’osservazione che tutte risentono della circostanza che esse nascono facendo perno sulla lingua di origine o almeno da quella che è servita quale punto di partenza e che persino l’Esperanto, ci dice Martinet, nonostante cerchi di sfruttare i radicali più noti di tutte le lingue esistenti, sarebbe stato diverso se fosse stato pensato non da un ebreo nato in un carrefour lituano-polacco, russo, e sensibile al fascino della lingue latine, ma da un giapponese. Ma il Finnegans Wake è un testo dove il plurilinguismo è pensato da un punto di vista dell’inglese.    
Eco indugia su una serie di ipotesi traduttive particolari. Pone in discussione, ad esempio, una posizione di contrasto tra cinesi e nord-americani stante la convinzione di entrambi di potersi considerare a buon diritto, dal proprio punto di vista, “orientali” rispetto agli altri. Pone questi e altri esempi suggerendo soluzioni dettate dalla sua enciclopedica cultura e improntati al massimo della coerenza, della logica, e, non per ultimo, se necessario, dal buonsenso. Mette in parallelo altri linguaggi inventati: come quello “transmentale” di Chlebnicov, le lingue poetiche di Morgenstern o di Hugo Ball, dove “non vi è traduzione possibile, perché l’effetto fonosimbolico si regge proprio sull’assenza di ogni livello semantico”, con ciò rendendo anche inutile la traduzione. Ma Eco aggiunge che il caso del Wake è un caso a sé, per essere stato inventato “con ambizioni ultra-semantiche” volendo sottintendere assai più “di quel che a prima vista pare dire”. Nega poi si tratti di vera e propria invenzione in quanto “ogni radicale che si agglutina nei suoi puns appartiene a qualche lingua” ed afferma che, di fatto, il testo joyciano è un "testo plurilingue". Di conseguenza sarebbe ugualmente inutile tradurlo, perché esso è già tradotto e, se lo si facesse, ciò si renderebbe necessario, eventualmente per “trasformare il radicale tedesco in radicale italiano”. Eco prosegue affermando che: “Tutti coloro che hanno cercato di inventare una lingua artificiale sfruttando i detriti delle lingue esistenti lo hanno fatto dal punto di vista della loro lingua d’origine o almeno di quella che avevano scelto come punto di partenza".
In seguito Eco si inoltra a chiarire cosa avvenga di fatto nell’ambito di un processo traduttivo, chiedendosi se esso rappresenti di per sé, nello spirito della propria cultura, la fonte di transito del messaggio traduttivo, o se invece si prefigga lo scopo di cercare nella lingua di arrivo se sia essa in grado di recepire il messaggio stesso così come è stato stilato, con il rischio però di imbarbarirlo. Dovrà pertanto assicurarsi se la lingua di arrivo sia in possesso di “elementi che, se non son linguistici, siano almeno semiotici in senso lato, nella misura in cui una semiotica tiene conto dell’enciclopedia generale di un’epoca e di un autore, quale viene postulata da un testo, come criterio della sua comprensione”. Joyce che già aveva nozioni approfondite della lingua italiana, acquisite sin da bambino per essere stato per diverso tempo coinquilino di un gesuita italiano, ha poi vissuto per almeno un ventennio stabilmente in Italia. Può ben dirsi quindi che l’italiano era, ormai per lui seconda lingua, di conseguenza egli era assolutamente in grado di eseguire dette valutazioni. Quanto poi al contributo traduttivo vero e proprio, limitato alla mera interpretazione, dichiara preclusa la traduzione in senso tecnico, trattandosi di “Opera Aperta”  e la obbiettiva scabrosità del brano prescelto – e non a caso si tratta del medesimo scelto dall’Autore per la medesima funzione -  meno di non cadere negli eccessi del più estremo puritanesimo.